# Скалар (риба)
Скалари (Pterophyllum) су род слатководних риба из породице циклида (Cichlidae). Род сачињавају три врсте риба, од којих се све одликују са страна спљоштеним телом у облику диска. Ове су рибе поријеклом из бистрих и споротекућих вода ријеке Амазон, њених притока и неких језера Јужне Америке. Скалари још као младе рибе творе моногамне парове, у којима остају са истим партнером до краја живота. Као и већина циклида, они представљају изврсне родитеље који ће своју икру и млађ бранити од грабљиваца.
У акваристици су, због своје смирености и грациозности, врло популарне рибе, те су једни од најчешће држаних циклида.

## Врсте
Род Pterophyllum састоји се од три врсте риба, од којих се све популарне називају скаларима, иако постоје битне разлике између њих:
- Pterophyllum scalare је најпознатија врста, те је стога цели род назван по њој. Најраспрострањенија је у акваријумима, али и у дивљини.
- Pterophyllum altum је много ређа, те зато цењенија врста од претходне. Тешко се размножава у акваријумским условима.
- Pterophyllum leopoldi је још једна ријетка врста, са нешто хоризонтално издуженијим тијелом од претходних врста. Називају га и патуљастим скаларом, будући да нарасте тек десет центиметара.

## Изглед и понашање
Карактеристичан облик диска скаларима омогућава сакривање у густом воденом биљу, одакле вребају ситне рибе и бескичмењаке. Одличној камуфлажи доприносе и тамне вертикалне пруге које посједује већина дивљих риба. Изражена су дуга, трокутаста леђна и анална пераја. Ова пераја творе троугао са тијелом и главом скалара. Код доместифицираних варијетета, на леђном и аналном перају, као и на лепезастом репном перају, могу се појавити и дугачки веласти наставци. Скалари су препознатљиви и по дугачким вентралним перајима која се налазе одмах испред аналног пераја, а која им, између осталог, служе за потицање циркулације и аерације воде око положене икре.
Добро храњене рибе могу нарасти од десет до петнаест центиметара у дужину, те петнаест до 25 cm у висину.
Дивљи скалари живе у великим јатима која често броје преко стотину јединки. У њихово природно окружење спада густо водено биље, те пањеви и гране тропског дрвећа које им омогућавају скривање од предатора, као што су пиране.

## У акваријуму
Скалари су у европске акваријуме ушли почетком 20. века. С обзиром на величину и висину тела, скалари траже акваријуме велике запремине, од минимално 70 литара и 50 cm висине. 
Идеална температура за држање ових риба је 27°C, мада могу поднијети и мања температурна колебања. У идеалну исхрану и њихову најдражу храну спадају живе ларве комараца, дафније (водене буве), сецкане кишне глисте и црвићи, али се у акваријским условима задовољавају сушеном и смрзнутом храном. 
Доместифицирани скалари навикнути су на лужнату и тврду воду, али како у природи живе у мехким и киселкастим водама, таква би вода требало да буде и у акваријима - пХ треба да је испод 7.5, а тврдоћа 10 до 12° гради.
Скалари су углавном мирне рибе које се слажу са свим становницима акварија. Изузетак представљају родитељи који чувају потомство, а који су тада врло агресивни према осталим рибама. Ипак је за њихове сустанаре пожељно одабрати рибе које им не могу стати у уста; у ту категорију никако не спадају неонке, које су им плен и у природи. Такође их није пожељно држати са тетразонама, које често знају грицкати дуга пераја риба.

## Размножавање
Због недостатка очитог полног деморфизма, спол рибе је тешко открити све до самог мреста. Младе рибе формирају моногамне парове у којима са истим партнером остају до краја живота. Неки су узгајивачи искусили потешкоће или потпуно одбијање новог партнера након смрти или уклањања оног првог. Пар ће заузети територију, обично око широколисних водених биљака, коју ће љубоморно чувати од других скалара. 
Када су спремни за мрест, мужјак и женка ће одабрати лист, камен или неки другу равну површину (филтер, глинена саксија...) на коју ће положити икру. У ту сврху најбоље ће послужити велика амазонка, биљка која им најчешће служи као мресна подлога у природи. Прије самог мреста, пар ће провести неколико дана предано чистећи и припремајући подлогу. Већ приликом припремања подлоге код зреле женке може се примјетити црвени испуст код аналног отвора - легалица. Исту легалицу, али много мању, има и мужјак. Мрест започиње женка, полажући на одабрану подлогу љепљиву икру. Скалари су врло плодне рибе; број положене икре обично се креће од 400 до 500 комада, али велика и добро храњена женка је способна положити и до 1000 комада икре. Након што је женка завршила полагање икре, мужјак прелази преко ње избацујући млед и тако је оплођује. Пар ће затим помно чувати икру од грабљивих риба, аерисати воду око ње, те одстрањивати неоплођена и болесна јајашца. При температури од 28 до 30°C, инкубација икре траје 36 до 48 сати. Тек излежене личинке су беспомоћне и веме проводе залепљене за подлогу на којој су се излегле. У овом периоду их није потребно хранити, будући да ће све храњиве састојке добијати из жуманчане кесице. Родитељи ће младунце, када након седам дана пропливају, чувати у групама, а одлутале младе ће прикупљати у устима и "испљунути" назад у групу. Одмах након пропливавања потребно је почети хранити млађ тек излеженом артемијом или Цопеподима (знаних као "прашина"). 
Нису сви парови добри родитељи; године међусобног укрштања довели су до губитка родитељских осјећаја код неких варијетета. Такве рибе, као и неискусни родитељи, могле би појести икру одмах по полагању. Икру је могуће одгојити и вештачки, у акварију одвојеном од родитеља, али се то најчешће завршава неуспехом.

### Варијетети
Међусобним укрштањем врста рода Pterophyllum настало је много варијетета, који се разликују по боји, а ређе и по облику тијела. Тако су од обичног, сивог скалара прошараног сивим вериткалним пругама, настали црни, сиво-димни, шлајер (дугих, веластих пераја), сребрни, кои (са наранџастим мрљама) и албино скалари.

## Спољашне везе
- Pterophyllum na ITIS-u, приступљено 16. јуна 2014.